# Funzioni di Bloch

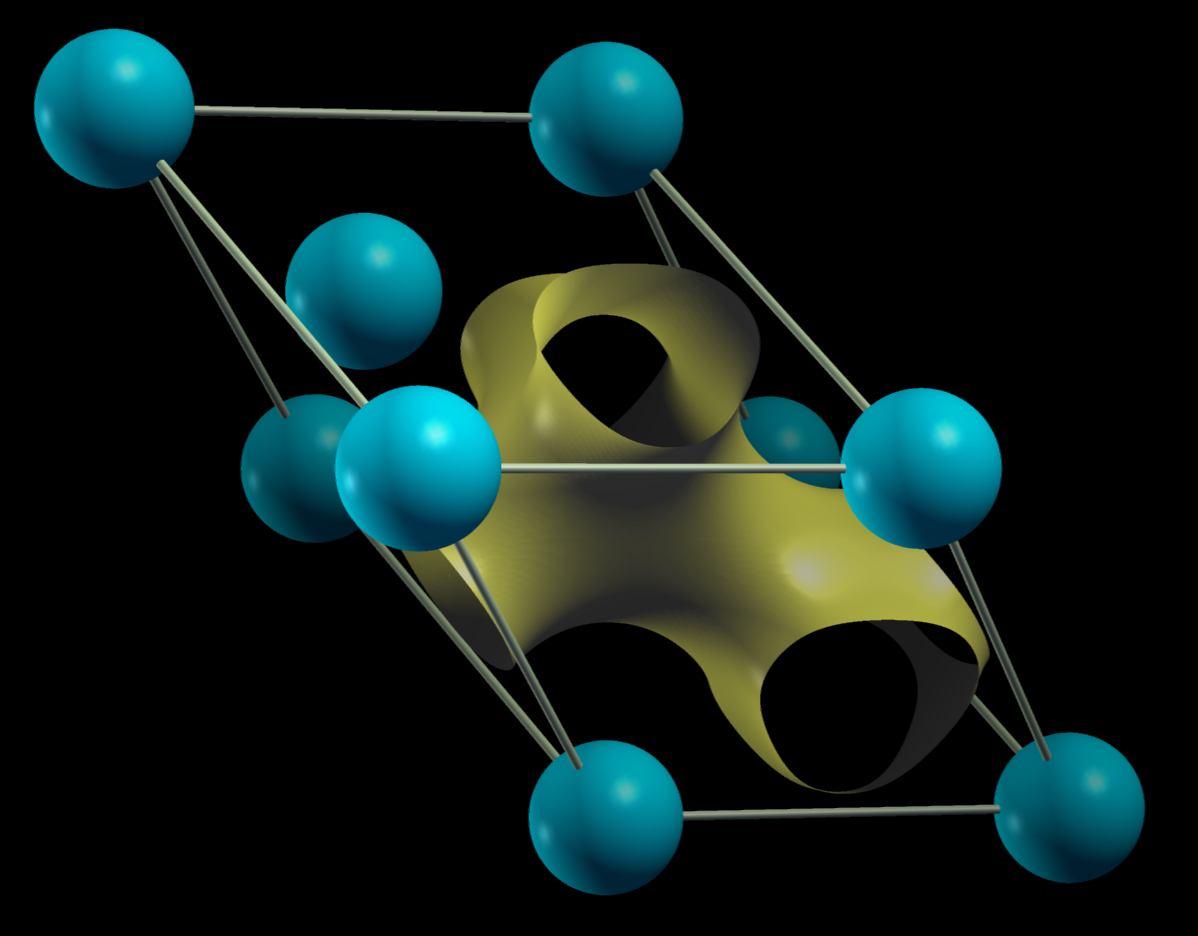
Un esempio di funzione di Bloch nel silicio

In fisica dello stato solido, le funzioni di Bloch  sono le funzioni d'onda di singola particella, in genere un elettrone, in un potenziale periodico, come quello definito da un cristallo. Sono state introdotte nel 1928 dal fisico Felix Bloch, da cui prendono il nome; egli applicò la teoria degli orbitali molecolari ai solidi metallici, considerandoli come un'unica particella con un'enormità di OM. Interessante è il fatto che questa fu una delle prime applicazioni degli OM, perfino antecedente all'applicazione alle molecole nella descrizione del legame covalente.

## Descrizione
Sono auto-funzioni dell'energia costituite da onde piane modulate nello spazio da una funzione periodica unk, di periodo pari a quello del potenziale del sistema quantistico associato: 
{\displaystyle \psi _{n\mathbf {k} }(\mathbf {r} )=e^{i\mathbf {k} \cdot \mathbf {r} }u_{n\mathbf {k} }(\mathbf {r} ).}
Oltre a descrivere gli autostati dell'hamiltoniana per gli elettroni in un cristallo, possono essere usati per altri sistemi periodici come i fotoni in un cristallo fotonico. Tale descrizione è garantita da un risultato generale della meccanica quantistica, noto come teorema di Bloch.
In base al teorema di Bloch, le funzioni ψ possono essere etichettate, in modo unico, da due numeri quantici: il vettore d'onda k che varia, in accordo alle condizioni periodiche al contorno, nella cosiddetta prima zona di Brillouin del cristallo. Il vettore ħk è detto quasi-impulso o quasimomento dell'elettrone (con funzione d'onda ψnk) nel cristallo; il secondo è il numero discreto n, detto indice di banda, è presente dato che ci sono tante funzioni d'onda con lo stesso k, ma che appartengono a bande di energia diverse.

## Teorema di Bloch
Un cristallo può essere descritto da un sistema quantistico che obbedisce alle condizioni periodiche di Born-von Karman. All'interno del reticolo cristallino, è possibile  individuare una cella fondamentale, descrivibile da tre vettori di base, indicati con {\displaystyle \mathbf {a} _{1}}, {\displaystyle \mathbf {a} _{2}} e {\displaystyle \mathbf {a} _{3}}.
Questo significa che l'hamiltoniana è esprimibile nel seguente modo:
{\displaystyle H={\frac {1}{2m}}p^{2}+V(\mathbf {r} )}
in cui il potenziale {\displaystyle V(\mathbf {r} )} rispetta la condizione di periodicità:
{\displaystyle V(\mathbf {r+a} _{j})=V(\mathbf {r} )\quad j=1,2,3}
In queste condizioni, l'hamiltoniana commuta con i tre operatori di traslazione
{\displaystyle T_{j}=e^{i\mathbf {a} _{j}\cdot \mathbf {p} /\hbar }}.
Poiché inoltre gli operatori di traslazione commutano tra loro, si possono diagonalizzare simultaneamente con l'hamiltoniana. Quest'ultima ha dunque come autovalori le energie degli stati, mentre gli operatori di traslazione hanno autovalori di norma unitaria esprimibili nella forma: {\displaystyle \lambda _{j}=e^{i\mathbf {k\cdot a} _{j}}}.
Per catalogare gli stati, si usa il vettore {\displaystyle \mathbf {k} }, detto vettore d'onda di Bloch:
{\displaystyle H\psi _{n\mathbf {k} }(\mathbf {r} )=\varepsilon _{n}(\mathbf {k} )\psi _{n\mathbf {k} }(\mathbf {r} )}.
Gli autostati dell'hamiltoniana formano, in generale, una base di uno spazio di Hilbert e si assumono normalizzati su una cella, ovvero:
{\displaystyle \int _{cella}d\mathbf {r} \psi _{n\mathbf {k} }^{\star }(\mathbf {r} )\psi _{m\mathbf {k} }(\mathbf {r} )=\delta _{nm}}.
In notazione di Dirac le funzioni di Bloch si indicano con la notazione
{\displaystyle |\psi _{n\mathbf {k} }\rangle }, in cui l'equazione precedente è intesa come prodotto scalare e viene scritta semplicemente
{\displaystyle \langle \psi _{n\mathbf {k} }|\psi _{m\mathbf {k} }\rangle =\delta _{nm}}
Gli stati sono appunto le funzioni di Bloch. Sono onde piane la cui struttura viene modulata nello spazio da una funzione periodica. Possono quindi essere scritte nella forma seguente:
{\displaystyle \psi _{n\mathbf {k} }(\mathbf {r} )=e^{i\mathbf {k\cdot r} }u_{n\mathbf {k} }(\mathbf {r} )}
o, in notazione di Dirac:
{\displaystyle |\psi _{n\mathbf {k} }\rangle =e^{i\mathbf {k\cdot r} }|u_{n\mathbf {k} }\rangle }
in cui appaiono un fattore di fase, una funzione {\displaystyle u_{n\mathbf {k} }(\mathbf {r} )},
o {\displaystyle |u_{n\mathbf {k} }\rangle }, periodica sul reticolo, il numero quantico di banda {\displaystyle n} e il vettore d'onda cristallino {\displaystyle \mathbf {k} }.
Il vettore d'onda {\displaystyle \mathbf {k} } si trova nel cosiddetto spazio reciproco, anch'esso periodico, che ha come base i vettori
{\displaystyle \mathbf {G} _{1}={\frac {2\pi }{V_{c}}}\mathbf {a} _{2}\times \mathbf {a} _{3},\quad \mathbf {G} _{2}={\frac {2\pi }{V_{c}}}\mathbf {a} _{3}\times \mathbf {a} _{1},\quad \mathbf {G} _{3}={\frac {2\pi }{V_{c}}}\mathbf {a} _{1}\times \mathbf {a} _{2}}
dove {\displaystyle V_{c}} è il volume della cella. L'indicizzazione delle funzioni d'onda è unica se il vettore {\displaystyle k} viene limitato alla prima zona di Brillouin.